# Neurotologia
Neurotologia, ou neuro-otologia, é uma especialidade médica da otorrinolaringologia voltada para o diagnóstico e tratamento médico e cirúrgico de distúrbios auditivos (orelha e sistema auditivo) e das vias nervosas centrais e periféricas relacionadas ao equilíbrio e à audição. A neurotologia está intimamente relacionada com as áreas da otologia, neurologia, neurocirurgia e audiologia. Enquanto a otologia estuda a anatomia e fisiologia normal (típica ou normouvintes) e patológica da orelha (estruturas da orelha externa, média e interna), abrangendo os sistemas sensoriais auditivo (sistema auditivo periférico e sistema auditivo central) e vestibular (equilíbrio postural). A neurotologia expande esse campo para incluir distúrbios neurológicos associados e o manejo cirúrgico de condições mais complexas, como tumores de base de crânio e doenças do ouvido interno. Em muitos contextos, otologia e neurotologia são consideradas de forma integrada, sem distinção rígida entre as duas áreas.
Neurotologistas completam geralmente a residência médica em otorrinolaringologia e, posteriormente, realizam treinamento adicional em doenças da orelha, estruturas e técnicas relacionadas. Muitos otorrinolaringologistas gerais realizam procedimentos otológicos, como timpanoplastia (reconstrução da membrana timpânica) ou cirurgias para melhora de quadros de perda auditiva condutiva (alteração no sistema tímpano-ossicular), incluindo reconstrução dos ossículos ou substituição do estribo por meio de estapedectomia no caso de otosclerose. A especialização em neurotologia se destaca pela capacitação em procedimentos mais complexos, como remoção de schwannoma vestibular, colesteatoma, labirintectomia, cirurgia do saco endolinfático para tratamento da Doença de Ménière, e implante coclear.

## Neurotologia e audiologia
A neurotologia possui uma relação direta e complementar com a audiologia, área da fonoaudiologia que se dedica à prevenção, avaliação e reabilitação auditiva e vestibular. Enquanto o neurotologista atua no diagnóstico médico (etiológico) e tratamento cirúrgico de condições do sistema auditivo e vestibular, o audiologista (profissional da fonoaudiologia com especialização em audiologia) realiza o diagnóstico funcional do sistema auditivo periférico e central por meio de exames como audiometria, emissões otoacústicas e potenciais evocados (como potencial evocado auditivo de tronco encefálico, P300 e potencial evocado auditivo miogênico vestibular). Ambos os profissionais da neurotologoia e fonoaudiologia colaboram na adaptação de dispositivos eletrônicos auditivos para surdez, como aparelhos de amplificação sonora individual e implantes cocleares, e na reabilitação vestibular de pacientes com queixas de tontura, vertigem, cinetose e desequilíbrio, e na integração para cuidado interdisciplinar e centrado no paciente.

## Formação e treinamento
Nos Estados Unidos e em diversos países, como no Brasil, é comum que otorrinolaringologistas busquem formação adicional em neurotologia por meio de programas de especialização (fellowship) com duração de um a dois anos, após os cinco anos da residência médica.